# Rafael Cincurá
Rafael Cincurá (Itaberaba, 27 de dezembro de 1903 — Salvador, 20 de julho de 1984) foi um político brasileiro. Exerceu o mandato de deputado federal constituinte pela Bahia em 1946.